# Кроткие лемуры
Кроткие лемуры, или гапалемуры, или полулемуры, или полумаки (лат. Hapalemur) — род млекопитающих семейства лемуровых. Приматы среднего размера, обитающие исключительно на Мадагаскаре. Широконосый лемур ранее рассматривался в составе этого рода, однако согласно современным представлениям, принадлежит роду Prolemur.

## Описание

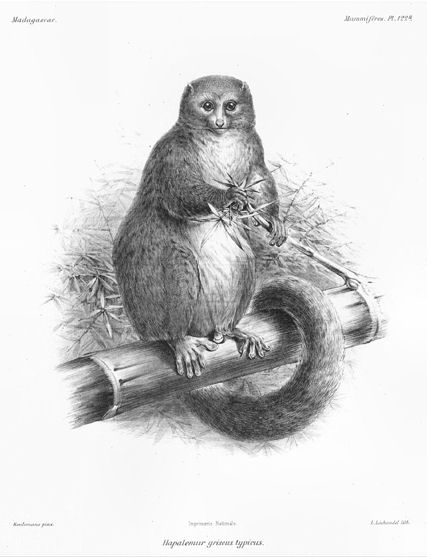
Кроткий лемур

Гапалемуры имеют тёмно-коричневый мех, различающийся в зависимости от вида. Морда короткая, уши круглые, поросшие мехом. Длина от 26 до 46 см, хвост такой же длины. Масса до 2,5 кг.
Представители вида обитают во влажных бамбуковых лесах. Активны обычно утром. Большую часть времени проводят на деревьях, изредка спускаясь на землю. Hapalemur alaotrensis, живущий в камышовых зарослях у озера Алаутра, проводит значительную часть времени в воде и, в отличие от других лемуров, хорошо плавает.
Питаются в основном бамбуком. Способны нейтрализовать цианид, содержащийся в бамбуковых побегах.
Беременность длится от 135 до 150 дней, кончается в период с сентября по январь. В помёте один или два детёныша, питающихся молоком до четырёх месяцев. Живут до 12 лет.

## Виды
5 видов:
- Hapalemur alaotrensis
- Hapalemur aureus — Золотистый лемур
- Hapalemur griseus — Серый кроткий лемур с тремя подвидами
- H. g. griseus
  - H. g. gilberti[3][4]
  - H. g. ranomafanensis[4]
- Hapalemur meridionalis[4][5]
- Hapalemur occidentalis